# Morowo
Morowo (deutsch Mohrow) ist ein Dorf in der Woiwodschaft Westpommern in Polen. Es gehört zu der Gmina Siemyśl (Landgemeinde Simötzel) im Powiat Kołobrzeski (Kolberger Kreis).

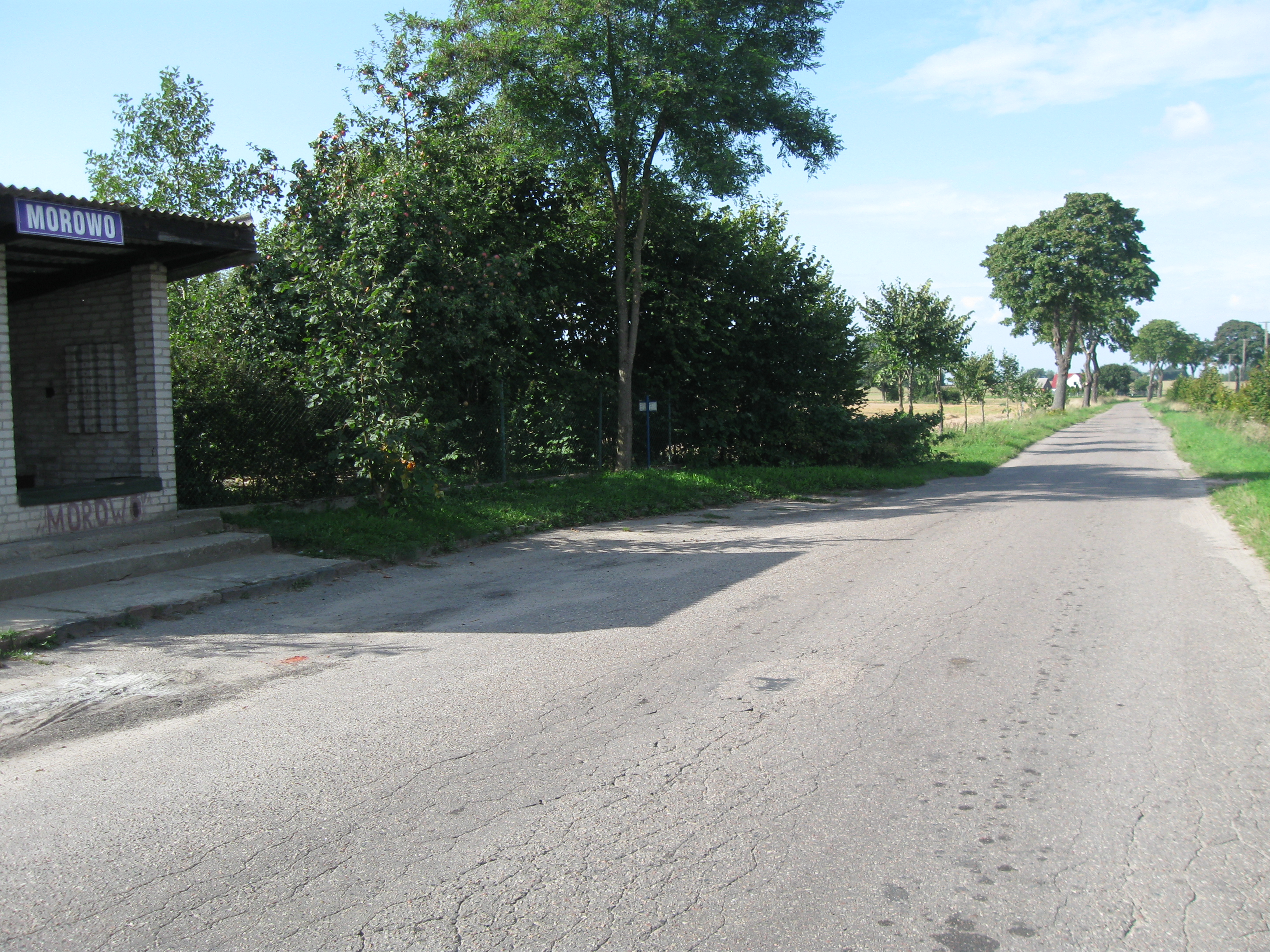
Ortsmitte mit Bushaltestelle (Aufnahme von 2013)

## Geographische Lage
Das Dorf liegt in Hinterpommern, etwa 90 Kilometer nordöstlich von Stettin und etwa 16 Kilometer südlich von Kołobrzeg (Kolberg). Die nächsten Nachbarorte sind Byszewo (Büssow) im Norden, Siemyśl (Simötzel) im Osten und Świecie Kołobrzeskie (Schwedt) im Süden.

## Geschichte
An der Stelle des späteren Dorfes lag bis zu Beginn des 19. Jahrhunderts ein Wald, die Mohrow genannt. Der Wald gehörte zum Dorf Büssow, einem Stadteigentumsdorf von Kolberg. In Ludwig Wilhelm Brüggemanns Ausführlicher Beschreibung des gegenwärtigen Zustandes des Königlich Preußischen Herzogtums Vor- und Hinterpommern (1784) ist bei dem Stadteigentumsdorf Büssow erwähnt: „Bey dem nicht weit von diesem Dorfe gelegenen Fichtenwalde, die Mohrow genannt, ist eine Holzwärterwohnung, bey welcher sich etwas Land befindet, wovon jährlich eine Pacht von 10 Rthlr. an die Colbergsche Cämmerey bezahlet wird.“ Im Jahre 1816 gab es neben der Holzwärterei bereits ein Vorwerk.
Nach 1822 ließ die Kolberger Kämmerei den Wald abholzen und legte an dessen Stelle Bauernhöfe an. Die Höfe wurden im Gelände verteilt angelegt, so dass das neue Dorf Mohrow die Form einer Streusiedlung erhielt. Mohrow wurde von Büssow abgetrennt und zu einer eigenen Landgemeinde.
Bis 1945 bildete Mohrow eine Gemeinde im Landkreis Kolberg-Körlin der Provinz Pommern. Zur Gemeinde gehörten neben Mohrow keine weiteren Wohnplätze.
Gegen Ende des Zweiten Weltkriegs wurde Mohrow Anfang März 1945 durch die Rote Armee besetzt. Das Dorf kam, wie alle Gebiete östlich der Oder-Neiße-Grenze, an Polen. Die Dorfbevölkerung wurde vertrieben. Der Ortsname wurde als „Morowo“ polonisiert.

## Entwicklung der Einwohnerzahlen
- 1816: 015 Einwohner[3]
- 1855: 257 Einwohner[3]
- 1871: 230 Einwohner[3]
- 1905: 195 Einwohner[3]
- 1919: 172 Einwohner[3]
- 1933: 160 Einwohner[3]
- 1939: 151 Einwohner[3]